# Tillandsia laminata
Tillandsia laminata är en gräsväxtart som beskrevs av Lyman Bradford Smith. Tillandsia laminata ingår i släktet Tillandsia och familjen Bromeliaceae. Inga underarter finns listade i Catalogue of Life.